# Strażnica WOP Sopot
Strażnica WOP Sopot – podstawowy pododdział graniczny Wojsk Ochrony Pogranicza pełniący służbę ochronną na granicy morskiej.

## Formowanie i zmiany organizacyjne
Strażnica została sformowana w 1945  w strukturze 20 komendy odcinka Sopot jako 98 strażnica WOP (Sopot) o stanie 56 żołnierzy. Kierownictwo strażnicy stanowili: komendant strażnicy, zastępca komendanta do spraw polityczno-wychowawczych i zastępca do spraw zwiadu. Strażnica składała się z dwóch drużyn strzeleckich, drużyny fizylierów, drużyny łączności i gospodarczej. Etat przewidywał także instruktora do tresury psów służbowych oraz instruktora sanitarnego. Sformowane strażnice morskiego oddziału OP nie przystąpiły bezpośrednio do objęcia ochrony granicy morskiej. Odcinek dawnej granicy polsko-niemieckiej sprzed 1939  od Piaśnicy aż do lewego styku z 4 Oddziałem OP ochraniany był przez radziecką straż graniczną wydzieloną ze składu wojsk marszałka Rokossowskiego. Pozostały odcinek granicy od rzeki Piaśnica aż po granicę z ZSRR zabezpieczała Morska Milicja Obywatelska.
Od 15 marca 1954 wprowadzono nową numerację strażnic. Strażnica WOP Sopot II kategorii otrzymała numer 95. 
W 1956  rozpoczęto numerować strażnice w systemie brygadowym. Podległa bezpośrednio brygadzie strażnica Sopot otrzymała numer 5. Latem 1957, po przekazaniu 161 batalionu WOP 15 Brygadzie WOP, zmieniono po raz kolejny numerację strażnic w systemie brygadowym. Strażnica Sopot stała się numerem 11. W 1960, pozostając nadal w systemie brygadowym, odwrócono numerację. Strażnica nadal pozostała numerem 5.

## Ochrona granicy
Strażnice sąsiednie:
97 strażnica WOP Gdynia ⇔ 99 strażnica WOP Gdańsk – 1946

## Dowódcy strażnicy
- por. Jan Mizera (był 10.1946)[b].